# Oenone Wood
Oenone Wood (Newcastle, Nova Gal·les del Sud, 24 de setembre de 1980) era una ciclista australiana professional des del 2005 al 2006. Es va especialitzar en la carretera aconseguint una medalla de bronze als Campionats del Món, i dos primers llocs a la Copa del Món.

## Palmarès
- 2003
  - Vencedora d'una etapa al Trofeu d'Or
- 2004
  - 1a al Copa del Món
  -  Campiona d'Austràlia en ruta
  -  Campiona d'Austràlia en contrarellotge
  - 1a a la Geelong World Cup
  - 1a al Geelong Tour i vencedora d'una etapa
  - 1a al Trofeu Costa Etrusca
  - 1a al Trofeu Alfredo Binda
  - 1a al Jacob's Creek Tour Down Under
  - 1a al Souvenir Magalie Pache
  - Vencedora d'una etapa al Giro d'Itàlia
- 2005
  - 1a al Copa del Món
  -  Campiona d'Austràlia en contrarellotge
  - 1a al Geelong Tour i vencedora de 2 etapes
  - 1a al Tour del Gran Mont-real i vencedora de 2 etapes
  - Vencedora de 3 etapes al Tour de l'Aude
- 2006
  - Medalla d'or als Jocs de la Commonwealth en contrarellotge
  - 1a al Geelong Tour
  - 1a al Gran Premi de Dottignies
  - 1a al Sparkassen Giro Bochum
  - Vencedora d'una etapa al Tour de l'Aude
  - Vencedora d'una etapa al Giro d'Itàlia
- 2007
  - 1a al Tour del Gran Mont-real i vencedora de 2 etapes
  - Vencedora de 2 etapes a la Volta a Nova Zelanda
- 2008
  -  Campiona d'Austràlia en ruta
  - Vencedora de 2 etapes a la Volta a Nova Zelanda
  - Vencedora d'una etapa al Geelong Tour